# Industriesuburbanisierung
Als Industriesuburbanisierung bezeichnet man in der Industriegeographie einen Prozess der Suburbanisierung, bei dem Industriebetriebe ihre Standorte aus der Kernstadt in den Stadtrandbereich oder das Umfeld großer Verdichtungsräume verlagern. 
Als Ursachen können steigende Grundstücks- und Mietkosten, einhergehend mit Verdrängung durch Tertiärisierungsprozesse benannt werden. Ebenso spielt der zunehmende Flächenbedarf bei Betriebsvergrößerung eine Rolle, der in dicht bebauten Kernstädten nicht mehr befriedigt werden kann. 
Gerade bei größeren Betrieben betrifft die Industriesuburbanisierung häufig nur die Unternehmensteile der Fertigung, die Verwaltung sowie Forschungs- und Entwicklungsabteilungen verbleiben häufig im Kernstadtbereich und nutzen dort die Vorteile des urbanen Raums (vgl. Agglomerationseffekt).